# Ziemomysł inowrocławski

Przemysł II przyznaje Ziemomysłowi zwrot Kujaw w 1278 roku

Ziemomysł (Siemomysł Kujawski) (ur. ok. 1247, zm. w ostatnim kwartale 1287) – książę inowrocławski w latach 1267–1271, 1278–1287, na Bydgoszczy w latach 1267–1269, 1278–1287 z dynastii Piastów.

## Życiorys
Ziemomysł był drugim pod względem starszeństwa synem księcia kujawskiego Kazimierza I i Konstancji, córki księcia śląskiego Henryka II Pobożnego.
Po śmierci ojca w 1267 został udzielnym księciem w Kujawach Inowrocławskich. U progu panowania niewielkie księstwo Kazimierzowica przeżyło przemarsz sporych sił króla Czech Przemysła Ottokara II, zdążającego razem z wyprawą krzyżową przeciwko pogańskiej Litwie. Zapewne wtedy Ziemomysł nawiązał bliskie kontakty z zakonem krzyżackim oraz księciem tczewskim Samborem II, co zaowocowało małżeństwem córki księcia tczewskiego Salomei z księciem inowrocławskim, zawartym prawdopodobnie w lutym 1268 r. w Kruszwicy, być może w obecności króla Czech.
W latach 1268–1269 wybuchł bunt przeciwko Ziemomysłowi. Przyczyn upatrywano w przyjęciu na dwór w Inowrocławiu i obdarzeniu intratnymi stanowiskami niemieckich rycerzy wywodzących się z dzierżaw Sambora II. Nobilitacja obcych, i to w dodatku nielubianych przez rycerzy-Polaków Niemców, wywołać miała w 1269 zbrojne wystąpienie pod przewodnictwem biskupa kujawskiego Wolimira. Rebelianci wezwali na pomoc znanego „triumfatora Niemców” Bolesława Pobożnego, który zdołał wkrótce zbrojnie opanować kasztelanię radziejowską i kruszwicką oraz gród w Bydgoszczy. Tylko dzięki szybkiemu działaniu Ziemomysła i nadaniu domniemanemu przywódcy opozycji Wolimirowi wielkiego immunitetu pozwoliło tymczasowo zachować władzę. Bardziej prawdopodobna jest jednak hipoteza o buncie grupy możnych związanych z Kujawami, którzy zostali odsunięci od intratnych stanowisk. Konflikt miałby więc podłoże ekonomiczne a nie narodowościowe, a przed klęską uratowała Ziemomysła zbrojna pomoc Sambora II.
W 1271 Ziemomysł odzyskał Kruszwicę, co spowodowało wyprawę odwetową Bolesława Pobożnego i zdobycie przez niego Inowrocławia. Początkowo książę inowrocławski znalazł się na wygnaniu w Pradze, później przebywał z żoną w Sieradzu, gdzie narodził się jego najstarszy syn, który otrzymał imię Leszek na cześć brata ojca.
Powrót Ziemomysła Kazimierzowica do władzy nastąpił dopiero w 1278 w wyniku umowy zawartej między nim a bratem w Lądzie, przy arbitrażu Przemysła II. Poprzedziły ja rokowania z przedstawicielami możnych kujawskich rodów. Ziemomysł „wyrzekł się utrzymywania rycerzy niemieckich i ich synów na swoim dworze i na swojej ziemi, zobowiązał się cofnąć wszystkie poczynione czy obiecane nadania dla tych rycerzy, uznać za nieprawe nadania wsi poczynione dla nich przez Bolesława Pobożnego i Leszka Czarnego, zobowiązał się wreszcie wydawać przywileje lokacyjne dla miast i wsi tylko za zgodą możnych”. Pomimo załagodzenia konfliktu przy Wielkopolsce pozostały kasztelanie radziejowska i kruszwicka. Niemniej na cześć arbitra, który przyczynił się do powrotu do Inowrocławia, urodzonemu w 1278 r. synowi książęcej pary nadano imię Przemysław.
Do dalszego unormowania sytuacji doszło dwa lata później na zjeździe w Rzepce (nieopodal dzisiejszych Bartodziejów), gdzie zawarto umowę z księciem gdańskim Mściwojem II, na mocy której po śmierci Sobiesławica kasztelania wyszogrodzka miała powrócić do Kujaw Inowrocławskich. W 1284 z Leszkiem Czarnym zorganizował nieznaną bliżej wyprawę zbrojną na Pomorze Wschodnie w związku z pretensjami wysuwanymi przez książęcą parę z Inowrocławia „do tej części spadku po Samborze II, która znalazła się w krzyżackich rękach, czyli ziemię gniewską i posiadłości na Wielkiej Żuławie”.
Ziemomysł kontynuował rozpoczęty przez jego ojca proces nadawania kujawskim miejscowościom praw miejskich, obdarowując nimi Gniewkowo.
Ziemomysł zmarł między 1 października a 25 grudnia 1287. Pochowany został w inowrocławskim kościele franciszkanów. Opiekę nad małoletnimi dziećmi przejęła matka Salomea (zmarła ok. 1313) oraz stryj książąt, Władysław Łokietek.

## Rodzina
Z małżeństwa z córką Sambora II, Salomeą Ziemomysł pozostawił trzech synów (byli to według starszeństwa: Leszek, Przemysł i Kazimierz III) i trzy córki (zmarła w dzieciństwie Eufemia, Fenenna, żona króla Węgier Andrzeja III i Konstancja, opatka zakonu cysterek w Trzebnicy).

### Wywód przodków
|  |                           |  |  |  |  |  |  |  |  |  |  |  |  |
|  | Kazimierz II Sprawiedliwy |  |  |  |  |  |  |  |  |  |  |  |  |
|  |                           |  |  |  |  |  |  |  |  |  |  |  |  |
|  |                           |  |  |  |  |  |  |  |  |  |  |  |  |
|  | Konrad I mazowiecki       |  |  |  |  |  |  |  |  |  |  |  |  |
|  |                           |  |  |  |  |  |  |  |  |  |  |  |  |
|  |                           |  |  |  |  |  |  |  |  |  |  |  |  |
|  | Helena znojemska          |  |  |  |  |  |  |  |  |  |  |  |  |
|  |                           |  |  |  |  |  |  |  |  |  |  |  |  |
|  |                           |  |  |  |  |  |  |  |  |  |  |  |  |
|  | Kazimierz I kujawski      |  |  |  |  |  |  |  |  |  |  |  |  |
|  |                           |  |  |  |  |  |  |  |  |  |  |  |  |
|  |                           |  |  |  |  |  |  |  |  |  |  |  |  |
|  | Światosław III Igorowicz  |  |  |  |  |  |  |  |  |  |  |  |  |
|  |                           |  |  |  |  |  |  |  |  |  |  |  |  |
|  |                           |  |  |  |  |  |  |  |  |  |  |  |  |
|  | Agafia Światosławówna     |  |  |  |  |  |  |  |  |  |  |  |  |
|  |                           |  |  |  |  |  |  |  |  |  |  |  |  |
|  |                           |  |  |  |  |  |  |  |  |  |  |  |  |
|  | Jarosława Rurykówna       |  |  |  |  |  |  |  |  |  |  |  |  |
|  |                           |  |  |  |  |  |  |  |  |  |  |  |  |
|  |                           |  |  |  |  |  |  |  |  |  |  |  |  |
|  | Ziemomysł                 |  |  |  |  |  |  |  |  |  |  |  |  |
|  |                           |  |  |  |  |  |  |  |  |  |  |  |  |
|  |                           |  |  |  |  |  |  |  |  |  |  |  |  |
|  | Jadwiga z Andechs         |  |  |  |  |  |  |  |  |  |  |  |  |
|  |                           |  |  |  |  |  |  |  |  |  |  |  |  |
|  |                           |  |  |  |  |  |  |  |  |  |  |  |  |
|  | Henryk II Pobożny         |  |  |  |  |  |  |  |  |  |  |  |  |
|  |                           |  |  |  |  |  |  |  |  |  |  |  |  |
|  |                           |  |  |  |  |  |  |  |  |  |  |  |  |
|  | Henryk I Brodaty          |  |  |  |  |  |  |  |  |  |  |  |  |
|  |                           |  |  |  |  |  |  |  |  |  |  |  |  |
|  |                           |  |  |  |  |  |  |  |  |  |  |  |  |
|  | Konstancja wrocławska     |  |  |  |  |  |  |  |  |  |  |  |  |
|  |                           |  |  |  |  |  |  |  |  |  |  |  |  |
|  |                           |  |  |  |  |  |  |  |  |  |  |  |  |
|  | Konstancja Węgierska      |  |  |  |  |  |  |  |  |  |  |  |  |
|  |                           |  |  |  |  |  |  |  |  |  |  |  |  |
|  |                           |  |  |  |  |  |  |  |  |  |  |  |  |
|  | Anna Przemyślidka         |  |  |  |  |  |  |  |  |  |  |  |  |
|  |                           |  |  |  |  |  |  |  |  |  |  |  |  |
|  |                           |  |  |  |  |  |  |  |  |  |  |  |  |
|  | Przemysł Ottokar I        |  |  |  |  |  |  |  |  |  |  |  |  |
|  |                           |  |  |  |  |  |  |  |  |  |  |  |  |
|  |                           |  |  |  |  |  |  |  |  |  |  |  |  |